# Нельсон, Рассел Марион
Рассел Марион Нельсон Ст. (англ. Russel M. Nelson Sr.; род. 1924) — религиозный лидер и бывший хирург, на данный момент являющийся семнадцатым и действующим президентом Церкви Иисуса Христа Святых последних дней. Был членом церковного Кворума Двенадцати Апостолов около 34 лет и был его президентом с 2015 по 2018 год. Члены церкви считают Нельсона пророком, провидцем и носителем откровений.
Уроженец Солт-Лейк-Сити (что в Юте), Рассел М. Нельсон обучался в медицинской школе Университета Юты. Также обучался в Университете Миннесоты, где получил степень доктора философии и работал в исследовательской команде, разрабатывающей аппарат искусственного кровообращения, который в 1951 году содействовал проведению первой операции на открытом сердце человека. Будучи призванным на службу, он два года прослужил в медицинском корпусе Армии США во время Корейской войны. Затем, он учился проводить операции в Массачусетском главном госпитале. В 1955, Рассел М. Нельсон вернулся в Солт-Лейк-Сити и стал профессором в Университете Юты. Следующие 29 лет он провёл работая в области торакальной хирургии. Нельсон стал известным кардиохирургом, занимая пост президента Общества сосудистой хирургии и Медицинской ассоциации штата Юта.
Нельсон также занимал различные руководящие должности в ЦИХСПД во время своей хирургической карьеры, начиная с местного отделения в Солт-Лейк-Сити, а затем с 1971 по 1979 гг. занимая место генерального президента воскресной школы Церкви СПД. В 1984 году Нельсон и американский юрист Даллин Х. Оукс были избраны в Кворум Двенадцати Апостолов Церкви СПД, в связи со смертью ЛеГранда Ричардса и Марка Е. Петерсена. Апостолы СПД служат всю свою жизнь, потому Нельсон больше не занимается своей хирургической деятельностью. Был рукоположен в сан в храме американского Солт-Лейк-Сити. Обладает степенью почётного доктора медицины Шаньдуньского университета.

## Ранняя жизнь и образование
Рассел М. Нельсон родился 9 сентября 1924 года в Солт-Лейк-Сити, штат Юта, в семье Мариона Клавара Нельсона (1897–1990) и его жены Флосс Эдны Нельсон (урожденная Андерсон; 1893–1983). Марион К. Нельсон был репортером Deseret News, а затем генеральным менеджером рекламного агентства Gillham. У Рассела есть две сестры, Маджори Э. (1920–2016) и Энид (р. 1926), также, брат Роберт Х. (1931–2014). Родители Нельсона не были активными членами Церкви Иисуса Христа Святых последних дней, но, тем не менее, они отправили Рассела в Воскресную школу, когда тот был подростком. Рассел Нельсон был крещен в Церкви в возрасте 16 лет.  
В подростковом возрасте Нельсон учился в бизнес-колледже СПД (одновременно с зачислением в старшую школу) и работал помощником секретаря в банке. Окончил среднюю школу в 16 лет, затем поступил в Университет Юты. Он получил степень бакалавра в 1945 году и степень доктора философии в 1947 году. Нельсон начал учиться в медицинской школе ещё до получения степени бакалавра. Пророк завершил 4-летнюю программу всего за 3 года. 
После окончания медицинской школы Нельсон поступил в Университет Миннесоты. Он получил докторскую степень в 1951 году, работал в исследовательской группе, ответственной за разработку аппарата искусственного кровообращения, который в марте 1951 года поддержал первую в мире операцию на открытом сердце человека с использованием искусственного кровообращения. Во время Корейской войны он отслужил 2 года в Медицинском корпусе армии США, пребывая в Корее, Японии, а также в Военном медицинском центре имени Уолтера Рида в Вашингтоне, округ Колумбия. Затем он проработал год в Массачусетской больнице Гарвардской медицинской школы в Бостоне.

## Церковь Иисуса Христа Святых последних дней
В дополнение к своей медицинской работе Нельсон часто служил в призвании для Церкви СПД. В первые годы своего брака он служил в нескольких призваниях, в том числе в качестве советника по епископству и члена высшего совета кола. До назначения апостолом он служил президентом кола в Солт-Лейк-Сити с 1964 по 1971 год, а Джозеф Б. Виртлин служил его вторым советником. Нельсон также служил в течение восьми лет Генеральным президентом Воскресной школы Церкви, а четыре года - региональным представителем.  
Нельсон был призван в качестве апостола президентом церкви Спенсером В. Кимбаллом, для которого являлся личным врачом в течение многих лет. Нельсон был поддержан в качестве члена Кворума Двенадцати Апостолов 7 апреля 1984 года во время Генеральной Конференции Церкви. 12 апреля 1984 года он был рукоположен в апостолы Гордоном Б. Хинкли. На той же конференции Даллин Х. Оукс был поддержан в качестве члена Кворума Двенадцати. Нельсон и Оукс заменили умерших ЛеГранда Ричардса и Марка Э. Петерсена. В начале своей службы в качестве апостола Нельсон был советником церковной организации «Общество Молодых Женщин», поддерживая развитие ценностей в «Обществе Молодых Женщин» и в программе «Совершенствование личности». 
В 1991 году Нельсон служил посредником в Церкви СПД в Службе внутренних доходов по вопросу о том, будут ли взносы для поддержки служения миссионеров облагаться налогом. В 1992 году Рассел был ведущим делегатом церкви в парламенте по мировым религиям. Некоторое время он также был представителем церкви в комитете Госдепартамента США по международной религиозной свободе. 
В обязанности Нельсона входил надзор за Церковью СПД в Африке. В 2009 году Рассел, его жена и несколько других людей подвергся нападению, находясь в Мозамбике. Пророк совершал несколько других визитов на этот континент, в том числе один в Кению в 2011 году.
С 2007 по 2015 год Нельсон был членом попечительского совета / образования, руководящим органом системы церковного образования и председателем исполнительного комитета. Его сменил старейшина Оукс в качестве председателя Исполнительного комитета. 
После смерти Бойда Пэкера 3 июля 2015 года, Нельсон стал самым старшим членом Кворума Двенадцати и самым старшим президентом кворума. Рассел М. Нельсон был назначен президентом Кворума 15 июля 2015 года Томасом С. Монсоном. 
Нельсон совершил свою первую международную поездку в качестве президента кворума в Центральную Америку 20–31 августа 2015 года. В следующем месяце Нельсон посвятил отреставрированное место восстановления священства Ааронова и Мелхиседекова в Пенсильвании.

### Восточная Европа
После призыва  к Первому Президентству в 1985 году, Нельсон был назначен апостолом для наблюдения за работой церкви в Восточной Европе. В этом задании он тесно сотрудничал с Деннисом Б. Нойеншвандером и Гансом Б. Ринггером. Нельсон участвовал в первых встречах руководителей Церкви СПД и правительственных чиновников Болгарии, Румынии и Советского Союза, работая над продолжением усилий по расширению и признанию СПД в Чехословакии, Венгрии и Польше. 
В августе 2010 года Нельсон отправился на посвящение украинского храма в Киеве. Затем в сентябре он отправился на церковные собрания в нескольких европейских странах. Он благословил Хорватию, Словению, Македонию, Боснию и Герцеговину и Косово во время посещения каждой из этих стран; это служило дополнением к благославлению Югославии Монсоном, в 1985 году, во время проповеди Евангелия. 
Единственный сын Нельсона, Рассел М. Нельсон-младший, служил миссионером СПД в России. В 2011 году Рассел Нельсон вернулся в Россию, чтобы организовать первый церковный кол в этой стране со штаб-квартирой в Москве.